# خوان خوسيه لوباتو
خوان خوسيه لوباتو (بالإسبانية: Juanjo Lobato)‏ مواليد 30 ديسمبر 1988 في طربشانة، أندلوسيا، إسبانيا، هو دراج إسباني في صنف سباق الدراجات على الطريق.

## روابط خارجية
- خوان خوسيه لوباتو على موقع الاتحاد الدولي للدراجات (الإنجليزية)
- خوان خوسيه لوباتو على موقع أرشيف الدراجات (الإنجليزية)
- خوان خوسيه لوباتو على موقع إحصائيات الدراجات الإحترافية (الإنجليزية)
- خوان خوسيه لوباتو على موقع نسبة الدراجات (الإنجليزية)
- خوان خوسيه لوباتو على موقع CycleBase (الإنجليزية)